# شو ييشين
شو ييشين (14 نوفمبر 1911 - 30 ديسمبر 1994) (بالصينية: 徐以新) هو سياسي صيني. عضو في مجموعة البلاشفة ال 28.

## مسيرته
ولد في مقاطعة تشيجيانغ وتلقى تعليمه في جامعة موسكو سون يات سين في الاتحاد السوفيتي. انضم إلى الحزب الشيوعي الصيني سنة 1930.
عمل مستشارا في وزارة الخارجية. في أغسطس 1952، شارك في عمل الوفد الصيني في الاتحاد السوفياتي برئاسة تشوان لاي. وكان حاضرا خلال اجتماع تشوان لاي مع ستالين.
شغل منصب سفير جمهورية الصين الشعبية في ألبانيا (1954-1957)، والنرويج (1958-1962)، وسوريا (1962-1965) وباكستان (1979-1982).
منذ يناير 1966، شغل منصب نائب وزير خارجية الصين.
توفي شو ييشين بتاريخ 30 ديسمبر 1994.